# Мойсиенко, Виктор Михайлович
Виктор Михайлович Мойсиенко (укр. Мойсієнко Віктор Михайлович, род. 3 апреля 1966, с. Мелени, Коростенский район, Житомирская область) — украинский лингвист, доктор филологических наук, профессор Житомирского государственного университета имени Ивана Франко, директор Института филологии и журналистики этого же университета, заведующий кафедрой украинского языка, диалектолог.
Известен как ведущий украинский специалист по истории украинского языка времен Великого Княжества Литовского, то есть периода западнорусского языка. Единственный из современных украинских филологов, защитивший докторскую работу по данной тематике. В данный момент представляет также официальную позицию украинской лингвистики как научный администратор в целом ряде органов по выдаче квалификационных званий и госфинансирования по специальности «украинский язык». Член житомирской политической организации «Майдан».

## Биография
В 1983 году окончил Меленивскую среднюю школу. В 1990 году — филологический факультет по специальности «Украинский язык и литература» Житомирского государственного педагогического института имени Ивана Франко. Работал на должностях ассистента (1990—1993), старшего преподавателя (1996—1997), заместителя декана филологического факультета (1995—1997), доцента (1997—2003) кафедры украинского языка.
В 1993—1995 гг. учился в аспирантуре при кафедре украинского языка. Кандидатскую диссертацию «Номинация в полесской народной медицине и лечебной магии» под руководством проф. Н. В. Никончука защитил досрочно, за год до завершения аспирантуры, в январе 1995 года. С 2003 по 2005 гг. переведен на должность старшего научного сотрудника университета для завершения докторской диссертации. Докторскую диссертацию «Северное наречие украинского языка в XVI—XVII в. Фонетика» защитил в 2006 году (научный консультант — профессор В. Нимчук).
Главный редактор профессионального научного сборника «Волынь-Житомирщина», член редколлегии профессионального издания Института украинского языка НАН Украины «Украинский язык». Принимал участие в работе международных конференций, которые проходили в Мозыре (1993), Пинске (1997), Люблине (2002, 2010), Влодаве (2003), Кракове (2005), Познани (2007), Оломоуце (2006), Будапеште (2011). Выступал с докладами на международных конгрессах украинистов (Черновцы, 2003; Донецк, 2005). В 2013 году был участником XV Международного съезда славистов (Минск), где выступил с докладом «Простая речь в Украине и Беларуси в XVI—XVII в.» В 2005 году получил грант Американского совета научных обществ за проект исследования памятников Североукраинского ареала XVI—XVII в. Научный проект «Украинский диалектогенез. Северное наречие украинского языка в XVI—XVII в.» в 2007 году получил грант государственного фонда фундаментальных исследований МОН Украины.
В октябре 2008 году по приглашению профессоров А. Золтана и М. Кочиша Виктор Моисеенко читал лекции для студентов отделения украинистики Сегедского, Будапештского университетов и высшей школы города Ниредьхаза. Виктор Мойсиенко — член диссертационных советов (в Кировоградском государственном педагогическом университете имени Владимира Винниченко (2008—2010), Волынском национальном университете имени Леси Украинский (с 2009), Восточноукраинском национальном университете имени В. Даля (с 2011) для защиты диссертаций на соискание ученой степени кандидата филологических наук по специальности (10 февраля 2001) — украинский язык. С 2008 — член научного экспертного совета МОН Украины для отбора проектов по филологии и искусствоведению на госфинансирование.
Автор более 130 научных публикаций.

## Государственные награды
За научные труды и подготовку научных кадров награждён государственными наградами Украины:
- орденом «За заслуги III степени»;
- знаком «Отличник образования»[1].

## Точка зрения учёного на западнорусский язык
Виктор Мойсиенко известен, в частности, тем, что оспаривает устоявшееся применение в лингвистике термина «русский». В научных работах по староукраинскому (западнорусскому) языку или «руськой мове», доказывает следующие тезисы:
1. Западнорусский язык не базировался на народных говорах ни одного из народов — белорусского или украинского и, несомненно, в период вхождения их в состав Великого Княжества Литовского оба народа пользовались единым вариантом древнерусского языка, унаследованного от Киевской Руси.
2. Западнорусский язык как официальный язык Великого Княжества Литовского — не новое явление, а является диалектом языка Киевской Руси — древнерусского.
3. Образование западнорусского языка произошло путём отщепления полесского диалекта от древнерусского языка.
4. Точно с XVI в. возможно установить характерные украинские черты («украинский комплекс») с опорой на южноукраинскую основу народного языка в письменных памятниках и противопоставить их полесским чертам. Со времени безусловных фиксаций черт «украинского комплекса» можно говорить о староукраинском варианте «руськой мовы».
5. «Белорусский комплекс» по факту является изначальным «полесским» диалектом. Поэтому с XVI в. можно говорить о старобелорусско-полесском варианте «руськой мовы», который уже отчетливо противопоставлялся староукраинскому, до этого момента оба будущих народа используют один язык.
6. Невозможно оспаривать очевидную близость украинско-белорусской «руськой мовы» с «московским» языком XVI в., который в то время представлял собой результат взаимодействия того же древнерусского языка с местным разговорным. После окончательного захвата Украины-Руси и утверждения названий «Украина», «украинский» за Малой Русью, а «Россия», «русский» за Московией лингвистическая терминология совсем перестала отвечать реальному состоянию дел.

## Основные труды

### Отдельные издания
- Гисторія Г. Граб′янки. ЛҌтописъ краткій/ Упорядкування, лінгвістично-палеографічне дослідження В. М. Мойсієнка. — Житомир, 2001. — 286 с.
- Мелені. Історико-лінгвістичний нарис. — Житомир, 1998. — 64 с. (У співавторстві з С.Грищенком).
- Поліська лексика народної медицини та лікувальної магії. — Житомир, 2001. — 146 с. (У співавторстві з М.Никончуком, О.Никончуком).
- Актова книга Житомирського гродського уряду 1611 року / Підгот. до видання А.Матвієнко, В.Мойсієнко. — Житомир, 2002. — 392 с.
- Акти Житомирського гродського уряду: 1590 р., 1635 р. / Підгот. до видання В. М. Мойсієнка. — Житомир, 2004. — 252 с.
- Герасим Смотрицький. Ключ царства небесного / Підгот. до вид. В.Мойсієнко, В.Німчук. У 2-х частинах. — Житомир, 2005. — 124 с.; 44 с.
- Фонетична система українських поліських говорів у XVI–XVII ст. Монографія. — Житомир, 2006. — 446 с.
- Про південноукраїнський ікавізм та поліські дифтонги. Монографія. — Житомир,2007. — 92 с. + компакт-диск.
- Луцька замкова книга 1560–1561 рр. /Підгот. до видання В.Мойсієнко, В.Поліщук. — Луцьк, 2013. — 738 с.

### Статьи
- Кого називали "людьми руськими" на Русі та на поструських геополітичних утвореннях? // Мовознавство 2016. №4.  — С. 22-39.

- Якою мовою писані пам'ятки на північноукраїнських та білоруських землях у XV–XVII ст.? // Dziedzictwo kulturowe Wielkiego Księstwa Litewskiego. W 440. rocznicę Unii Lubelskiej . pp. 37–44.
- Чи була присутня польська складова у процесі витворення українського ікавізму? // Gwary dziś. 4. Konteksty dialektologii. — Poznań, 2007. — C. 249–254., 4. pp. 249–254.
- Фонетичні особливості поліського наріччя // Українські і польські говірки пограниччя. pp. 51–59.